# Phaestacoenitus rufus
Phaestacoenitus rufus là một loài tò vò trong họ Ichneumonidae.